# Хван Рёнхак
Хван Рёнхак (кор. 황룡학, р.11 марта 1990) — северокорейский борец вольного стиля, чемпион Азии.

## Биография
Родился в 1990 году. В 2013 году стал чемпионом Азии и занял 15-е место на чемпионате мира. В 2014 году занял 12-е место на чемпионате Азии, а также принял участие в Азиатских играх в Инчхоне, но стал там лишь 11-м. В 2015 году занял 5-е место на чемпионате Азии.